# 膳摩漏
膳 摩漏（かしわで の まろ）は、飛鳥時代の人物。姓は臣。冠位は小錦中、贈大紫。壬申の乱の功臣。

## 経歴
『日本書紀』によれば、天武天皇11年（682年）7月9日に小錦中の膳摩漏が病となり、天皇は草壁皇子と高市皇子を遣わして見舞いさせたが18日に摩漏は死去した。天皇は驚き、とても悲しんだ。21日に壬申の年の功によって、天皇は大紫の位と禄を摩漏に贈り、皇后（後の持統天皇）も物を贈った。大紫は壬申の功臣の中でも高位だが、書紀が壬申の乱を述べるくだりに摩漏の名は見えないので、どのような活躍をしたかはわからない。